# Johann Leonhard Raab

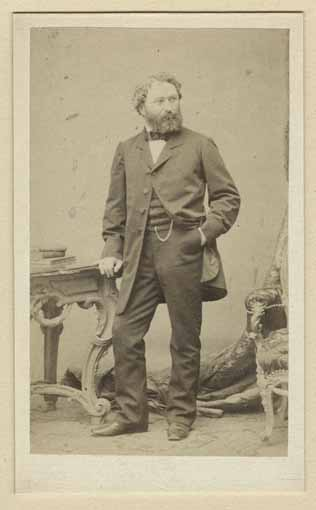
Johann Leonhard Raab, c.1870

Johann Leonhard Raab (Unterschwaningen, 29 de marzo de 1825-Múnich 2 de abril de 1899) fue un grabador y pintor alemán.

## Vida
Tras recibir una educación básica en las escuelas públicas de Núremberg, estudió en su Academia de Bellas Artes. A pesar de que comenzó como pintor, se sintió atraído muy pronto por el grabado y comenzó a estudiarlo formalmente con Samuel Amsler. En un primer momento se especializó en planchas pequeñas para editores de libros, pero, ya entonces, destacaba por su maduro estilo pictórico. En última instancia, en 1866, y por recomendación de Julius Thaeter (1804-1870), fue designado para suceder a este como profesor de grabado en la Academia de Bellas Artes de Múnich.
Se retiró en 1895 y, con tres de sus amigos, abrió un taller de pintura.
Pueden encontrarse obras de Raab en varios museos, incluyendo la Pinacoteca Antigua de Múnich.
Su hija Doris Raab, nacida en Núremberg en 1851, estudió con él y expuso sus propias obras en Francia y Alemania. Doris Raab expuso sus obras en el Palacio de Bellas Artes de la Exposición Mundial Colombina de Chicago de 1893.